# Panzeria longiventris
Panzeria longiventris là một loài ruồi trong họ Tachinidae.